# Aborichthys elongatus
Aborichthys elongatus és una espècie de peix de la família dels balitòrids i de l'ordre dels cipriniformes.

## Morfologia
- Els mascles poden assolir 5,4 cm de longitud total.[7][8]

## Hàbitat
És un peix d'aigua dolça i de clima tropical.

## Distribució geogràfica
Es troba a Àsia: districte de Darjeeling (Bengala Occidental, l'Índia).